# Frederick McCall
Frederick McCall (ur. 4 grudnia 1896 w Vernon, zm. 22 stycznia 1949 w Calgary) – as lotnictwa kanadyjskiego Royal Flying Corps z 35 potwierdzonymi  zwycięstwami w I wojnie światowej. Ósmy na liście asów kanadyjskich.
Frederick McCall urodził się w Kanadzie.  W lutym 1916 roku wstąpił do 175th (Medicine Hat) Battalion. W październiku został wysłany na front zachodni. Od marca 1917 przeniesiony został do Royal Flying Corps.
Po przejściu szkolenia w Wielkiej Brytanii został przydzielony do dywizjonu No. 13 Squadron RAF operującego na kontynencie. W jednostce latał na samolocie R.E. 8s i razem z obserwatorem podporucznikiem F. C. Farringtonem odnieśli trzy zwycięstwa powietrzne. W maju 1918 roku został przeniesiony do No. 41 Squadron RAF. W jednostce odniósł 32 potwierdzone zwycięstwa powietrzne. Szczególnym osiągnięciem McCalla było poczwórne zwycięstwo w dniu 28 czerwca oraz pięciokrotne w dniu 30 czerwca 1918 roku. Ostatnie zwycięstwo odniósł 17 sierpnia. W czasie walki z przeważającą liczbą niemieckich samolotów myśliwskich jego przyjaciel William Gordon Claxton został zestrzelony i dostał się do niewoli niemieckiej. Po tym zdarzeniu McCall rozchorował się i został wycofany z frontu. Wkrótce powrócił do Kanady i z powodów zdrowotnych został zwolniony ze służby.
Po zakończeniu wojny pracował jako pilot w kilku przedsiębiorstwach lotniczych. W 1920 roku założył własne przedsiębiorstwo lotnicze McCall Aero Corporation Limited.
W czasie II wojny światowej Frederick McCall został powołany do służby w Royal Canadian Air Force. Był dowódcą kilku jednostek lotniczych stacjonujących w zachodniej Kanadzie. Zmarł w Calgary 22 stycznia 1949 roku. W Calgary jego imieniem została nazwana ulica, oraz pole golfowe. W 1938 roku jego imieniem nazwano Port lotniczy Calgary („McCall Field”).